# Чешка Шумава
Чешка Шумава (чеш. Šumava) је планински ланац, дуг око 200 километара, на чешко-немачко-аустријској граници. Ова планина је вододелница између слива реке Дунав и реке Влтаве. 
Велики Јавор (Grosser Arber) је са 1.456 метара највиши врх на немачкој страни. На чешко-аустријској граници је врх Плехи са 1.378 метара.
Од 1994. постоји еврорегион који обухвата област ове планине, са 16.000 km², и 1,3 милиона становника. 
Пространи предели на чешкој страни припадају Националном парку Шумава, где се међу животињским врстама истичу рисови.

## Етимологија
Из политичких разлога, име планине није исто на територијама Чешке и Немачке. Чешко говорно подручје део планине на чешкој страни назива „Шумава”, док онај део у баварској „Баварска Шума” (чеш. Zadní Bavorský les, енгл. Rear Bavarian Forest). Немачко говорно подручје део планине на територији Чешке назива „Чешка шума” (енгл. Bohemian Forest), а на територији Немачке „Баварска шума”.
У чешком говорном подручју име „Шумава” користи се да се означи цео планински регион, који се простире на територијама  Чешке и Немачке.
Одредница „Шумава“ потврђена је крајем XV века у делу Антониа Бонфинија „Rerum unganicarum decades“. Народна етимологија порекло имена доводи у везу са чешким речима „šum, šumění“ (дословно „шумити, зујање“) које означавају шум дрвећа под утицајем ветра. Најприхваћеније мишљење међу лингвистима је оно по коме се „Шумава” изводи из теоретизоване прасловенске речи '* шума = "густа шума", пошто се овај планински регион граничи са регионима насељеним Лужичким Србима и околином (североисточна Баварска и Саксонија). Постоје одговарајући топоними на територији савремене Републике Србије (на Балкану), тј. Шумадија (земљa густих шума). Савремени српски језик чува употребу речи „Шума“, а топоним Шумава изједначава се са пошумљеним или шумовитим земљиштима.